# Aytaç Yalman
Aytaç Yalman (ur. 29 lipca 1940 w Üsküdarze, zm. 15 marca 2020) – turecki generał, dowódca żandarmerii i sił lądowych.

## Życiorys
Piastował stanowisko wykładowcy w Akademii Sił Zbrojnych, oraz był szefem dowództwa wywiadu armii egejskiej i dowództwa tureckiego korpusu cypryjskiego. W 1990 awansował do stopnia generała dywizji, a w 1994 do stopnia generała  porucznika i został mianowany szefem nadzoru i oceny sił lądowych. W 1995 został dowódcą 6. Korpusu w Adanie, natomiast w 1998 generałem generalnym. 24 sierpnia 2000 otrzymał nominację na dowódcę Generalnego Żandarmerii.
Zmarł 15 marca 2020 na COVID-19 w czasie pandemii COVID-19.